# Blågöl (Vena socken, Småland)
Blågöl är en sjö i Hultsfreds kommun i Småland och ingår i Marströmmens huvudavrinningsområde. Sjön har en area på 0,0763 kvadratkilometer och ligger 129,2 meter över havet.

## Delavrinningsområde
Blågöl ingår i det delavrinningsområde (638480-151284) som SMHI kallar för Inloppet i Fjälstern. Medelhöjden är 130 meter över havet och ytan är 29,7 kvadratkilometer. Det finns inga avrinningsområden uppströms utan avrinningsområdet är högsta punkten. Avrinningsområdets utflöde Marströmmen (Bodaån) mynnar i havet. Avrinningsområdet består mestadels av skog (71 procent) och jordbruk (16 procent). Avrinningsområdet har 0,79 kvadratkilometer vattenytor vilket ger det en sjöprocent på 2,6 procent.